# Debilitat muscular
La debilitat muscular o miastènia és la manca de força muscular. Les causes són múltiples i es poden dividir en afeccions que presenten debilitat muscular veritable o percebuda. L'autèntica debilitat muscular és un símptoma principal d'una varietat de malalties musculars esquelètiques, inclosa la distròfia muscular i la miopatia inflamatòria. Es produeix per trastorns de la unió neuromuscular, com la miastènia gravis. La debilitat muscular també pot ser causada per nivells baixos de potassi i altres electròlits a les cèl·lules musculars. Pot ser temporal o de llarga durada (des de segons o minuts fins a mesos o anys). El terme miastènia prové del grec mi- μυο que significa "múscul" + -astenia ἀσθένεια que significa "debilitat".

## Tipus
La fatiga neuromuscular es pot classificar com a "central" o "perifèrica" segons la seva causa. La fatiga muscular central es manifesta com una sensació general de privació d'energia, mentre que la fatiga muscular perifèrica es manifesta com una incapacitat local específica del múscul per treballar.

## Diagnòstic

### Classificació
La gravetat de la debilitat muscular es pot classificar en diferents "graus" de força muscular:
- Grau 0: Sense contracció ni moviment muscular.
- Grau 1: Traça de contracció, però sense moviment a l'articulació.
- Grau 2: Moviment a l'articulació amb eliminació de la gravetat.
- Grau 3: Moviment contra la gravetat, però no contra una resistència afegida.
- Grau 4: Moviment contra la resistència externa amb menys força de l'habitual.
- Grau 5: Força normal.